# 国家保安局 (アフガニスタン)
国家保安局（こっかほあんきょく、パシュトー語: د ملي امنیت ریاست、ダリー語: ریاست عمومی امنیت ملی、英語: National Directorate of Security, NDS）は アフガニスタンの情報機関。

## 概要

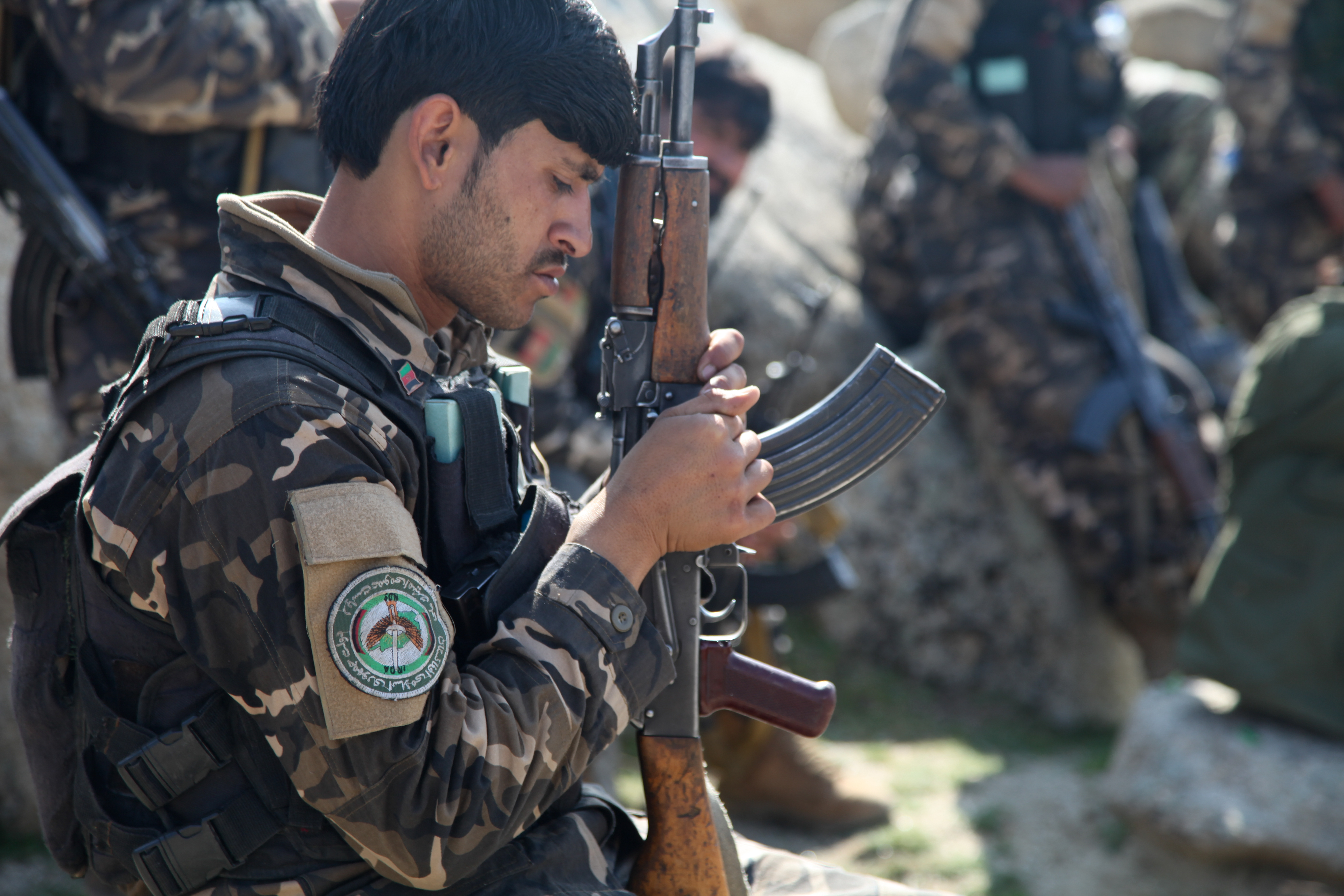
AK-47を手にするNDSの要員

当該組織は2002年に設立され、アフガニスタン民主共和国の秘密警察組織KHADの後続組織に相当する。国家治安部隊の一部として機能していた。タリバン掃討などの対反乱作戦や諜報活動を行っており、15,000-30,000人ほどの要員がいると見られている。また、アメリカ合衆国の中央情報局やパキスタンの軍統合情報局やその他諸国の情報機関とは連携して活動している。
2011年にはハーミド・カルザイ大統領暗殺計画を察知し、首謀者らを逮捕するといった実績を上げている。
一方、容疑者への拷問・暴行や、クンドゥーズ州で政府派の民兵組織の暴力的な活動を促進させており、人権侵害を拡大しているともされている。
2018年、ヴァルダク州のマドラサ（地元の教育施設）を夜間襲撃し、寝泊まりしていた子供らを射殺した。ヴァルダク州はNDSの中でも悪名高い「01部隊」の管轄区域で、2019年にはスウェーデンが運営する医療施設が襲撃に遭い医療従事者と民間人が殺害された。

## 解体
2021年、ターリバーンが首都カーブルを占拠し政権を樹立して以降、局員らは国外に脱出した。現在、ターリバーンはNDSに相当する諜報機関として情報総局(General Directorate of Intelligence,GDI)を設立している。